# نورمان لامونت
نورمان لامونت (بالإنجليزية: Norman Lamont)‏ هو سياسي بريطاني، ولد في 8 مايو 1942 في شتلاند في المملكة المتحدة. حزبياً، نشط في حزب المحافظين.

## مناصب
- في الانتخابات الفرعية في مجلس العموم البريطاني [الإنجليزية]‏، انتخب عضو البرلمان الخامس والأربعون للمملكة المتحدة عن دائرة Kingston-upon-Thames (UK Parliament constituency) [الإنجليزية]‏ (4 مايو 1972 – 8 فبراير 1974).
- في الانتخابات العامة في المملكة المتحدة فبراير 1974 [الإنجليزية]‏، انتخب عضو البرلمان السادس والأربعون للمملكة المتحدة عن دائرة Kingston-upon-Thames (UK Parliament constituency) [الإنجليزية]‏ خلال فترته النيابية ‏ (28 فبراير 1974 – 20 سبتمبر 1974).
- في الانتخابات العامة في المملكة المتحدة أكتوبر 1974 [الإنجليزية]‏، انتخب عضو البرلمان السابع والأربعون للمملكة المتحدة عن دائرة Kingston-upon-Thames (UK Parliament constituency) [الإنجليزية]‏ خلال فترته النيابية ‏ (10 أكتوبر 1974 – 7 أبريل 1979).
- في الانتخابات العامة للمملكة المتحدة 1979 [الإنجليزية]‏، انتخب عضو البرلمان الثامن والأربعون للمملكة المتحدة عن دائرة Kingston-upon-Thames (UK Parliament constituency) [الإنجليزية]‏ خلال فترته النيابية ‏ (3 مايو 1979 – 13 مايو 1983).
- في الانتخابات العمومية للمملكة المتحدة 1983 [الإنجليزية]‏، انتخب عضو البرلمان التاسع والأربعون للمملكة المتحدة عن دائرة Kingston-upon-Thames (UK Parliament constituency) [الإنجليزية]‏ خلال فترته النيابية ‏ (9 يونيو 1983 – 18 مايو 1987).
- في الانتخابات العمومية للمملكة المتحدة 1987 [الإنجليزية]‏، انتخب عضو البرلمان الخمسون للمملكة المتحدة عن دائرة Kingston-upon-Thames (UK Parliament constituency) [الإنجليزية]‏ خلال فترته النيابية ‏ (11 يونيو 1987 – 16 مارس 1992).
- في الانتخابات العامة في المملكة المتحدة 1992 [الإنجليزية]‏، انتخب عضو البرلمان الحادي والخمسون للمملكة المتحدة عن دائرة Kingston-upon-Thames (UK Parliament constituency) [الإنجليزية]‏ خلال فترته النيابية ‏ (9 أبريل 1992 – 8 أبريل 1997).
- انتخب عضو مجلس الشورى البريطاني.
- انتخب Minister of State for Trade [الإنجليزية]‏ (13 يونيو 1983 – 2 سبتمبر 1985).
- انتخب وزير الدولة للمشتريات الدفاعية [الإنجليزية]‏ (2 سبتمبر 1985 – 21 مايو 1986).
- انتخب الأمين المالي للخزينة [الإنجليزية]‏ (21 مايو 1986 – 24 يوليو 1989).
- انتخب السكرتير الأول للخزانة [الإنجليزية]‏ (24 يوليو 1989 – 28 نوفمبر 1990).
- انتخب مستشار الخزانة (28 نوفمبر 1990 – 27 مايو 1993).

## روابط خارجية
- نورمان لامونت على موقع مونزينجر (الألمانية)
- نورمان لامونت على موقع إن إن دي بي (الإنجليزية)